# Courtelary (quận)
Quận Courtelary (tiếng Đức: Amtsbezirk Courtelary; tiếng Pháp: District de Courtelary) là một quận hành chính cũ thuộc bang Bern, Thụy Sĩ. Quận có diện tích 266 km², dân số theo thống kê của cục thống kê Thụy Sĩ năm 1999 là 21977 người. Thủ phủ đóng ở Courtelary. Mã bưu chính là 207.
Sau ngày 1 tháng 1 năm 2010, quận này sáp nhập vào hạt Berner Jura, thuộc vùng lãnh thổ Berner Jura.